# Cricău
Cricău (veraltet Cracău; deutsch Krakau, ungarisch Boroskrakkó oder Krakkó) ist eine rumänische Gemeinde im Kreis Alba in Siebenbürgen.

## Geographische Lage

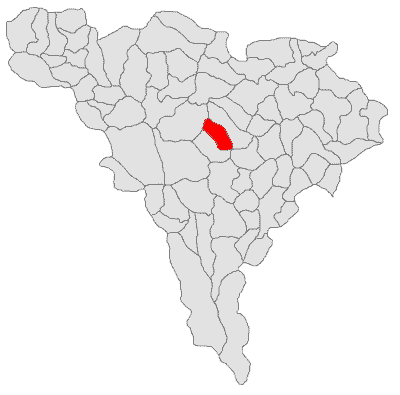
Lage der Gemeinde Cricău im Kreis Alba

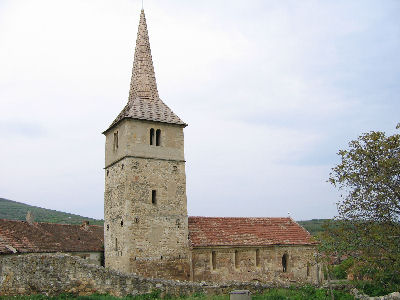
Reformierte Kirche in Cricău

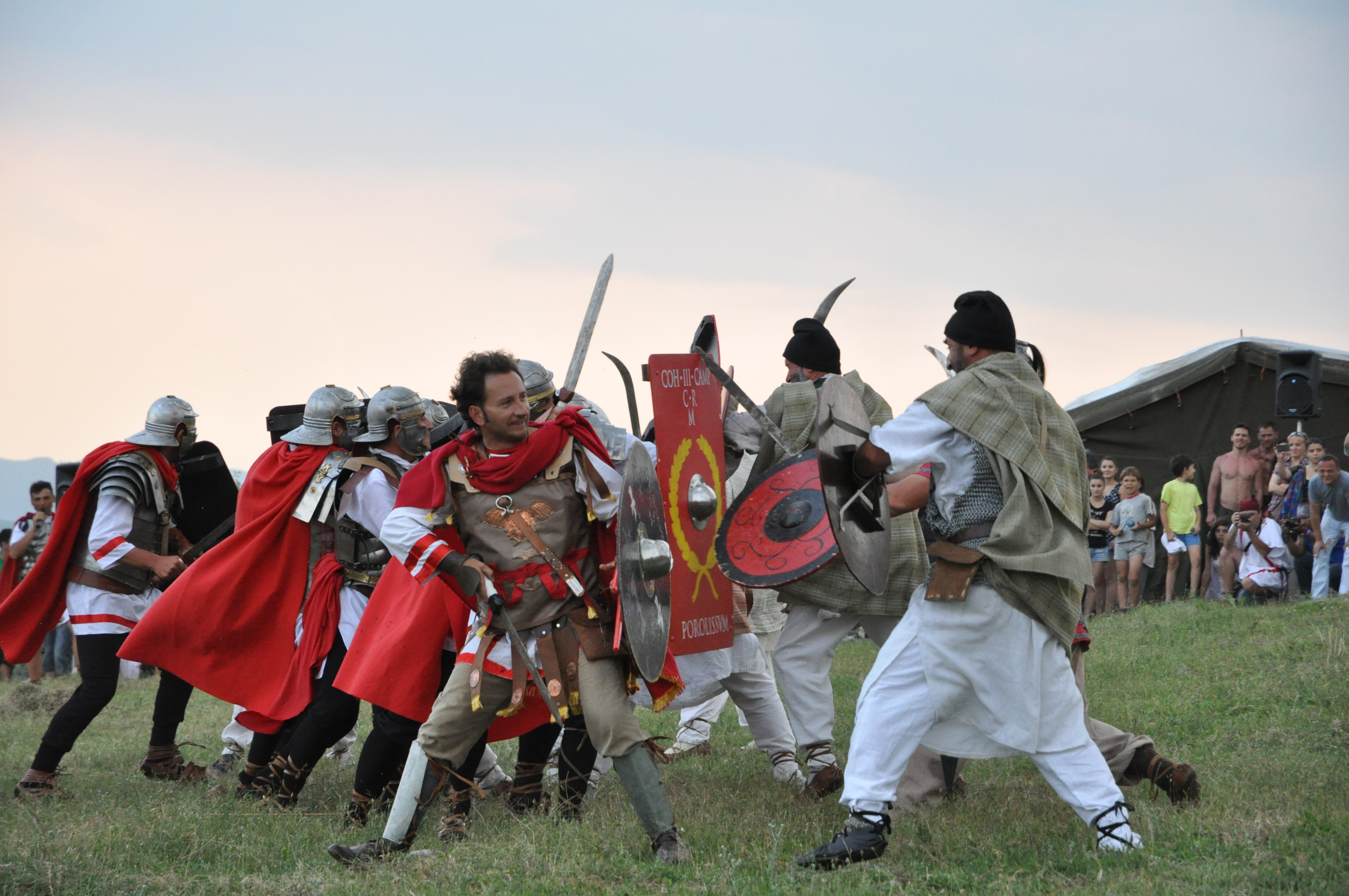
Schaukampf beim Festivalul Cetăților Dacice, 2013

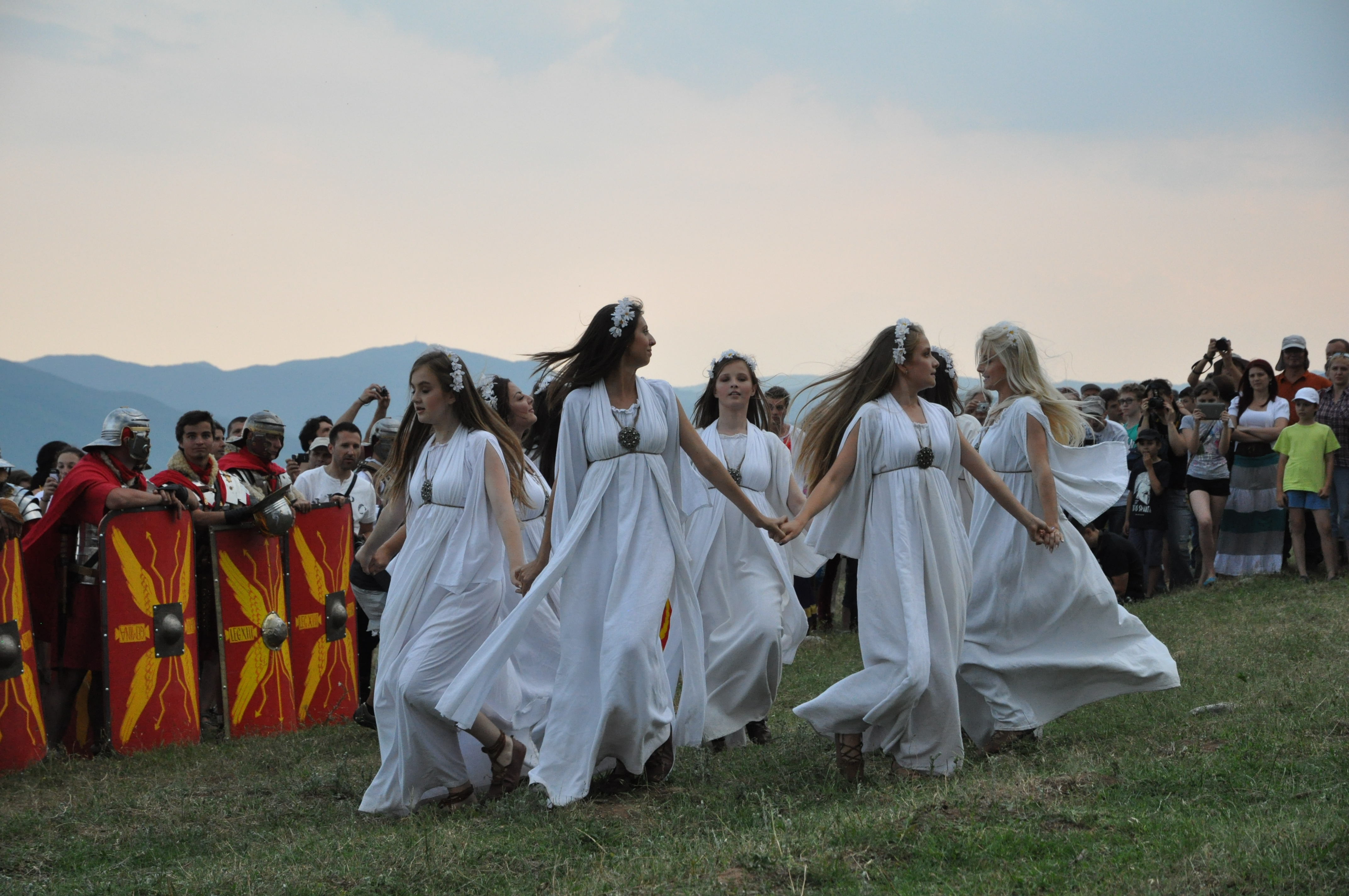
Feen beim Festivalul Cetăților Dacice, 2013

Cricău liegt im Zentrum des Kreises Alba, am gleichnamigen Bach – einem Zufluss des Galda – am südöstlichen Rand des Trascău-Gebirges im Westen des Siebenbürgischen Beckens. An der Kreisstraße (Drum județean) DJ 107H gelegen, ist die Stadt Teiuș 10 Kilometer nordöstlich und die Kreishauptstadt Alba Iulia 21 Kilometer südlich entfernt. Mit seinen zwei eingemeindeten Orten dehnt sich die Gemeinde auf einer Fläche von 5263,24 Hektar aus. Die Verbindungsstraßen bis Craiva (Königsbach) ca. 3,5 Kilometer und Tibru (Tiburg) ca. 5 Kilometer sind in einem eher schlechten Zustand.
Aus einem Steinbruch zwischen Cricău und Craiva – von den Einheimischen Cubelcărie oder Cobelcerie genannt – wurden für den Aufbau der Burg Apoulon auf dem Berg Piatra Craivii die benötigten Steinblöcke entnommen.

## Geschichte
Auf dem Territorium der Gemeinde gibt es mehrere archäologische Fundstätten. Zwischen 1961 und 1971 wurden im Bereich der eingemeindeten Ortschaft Craiva Reste von Behausungen und andere Funde – vermutlich aus der Hallstattzeit – entdeckt.
Der Ort Cricău wurde vermutlich im 12. Jahrhundert von Siebenbürger Sachsen gegründet und erstmals 1206 unter der Bezeichnung villa Karako in einem Bericht des Königs Andreas II. von Ungarn erwähnt. Nach Meinung einiger Historiker sind die ersten sächsischen Kolonisten, hapites regri, wie diese in Unterlagen erwähnt werden, sind, bereits zur Zeit des Heiligen Stephan I. von Ungarn in diesem Gebiet angesiedelt worden.
Später wurde die Ortschaft unter verschiedenen Namen wie Carkow (1291), Crako (1309), Cracov (1333), Karkow (1337), Karako (1733, in einem Dokument des Bischofs der griechisch-katholischen Kirche, Inocențiu Micu-Klein), Krakkó (1760), Krikou (1850, in einer Siebenbürgischen Statistik) und Boroskrakkó (1913) genannt. Im Laufe der Jahrhunderte dominierten zunehmend rumänische Bewohner das Dorf. Sie lebten und leben von der Landwirtschaft und dem Weinbau. Während des rumänischen Bauernaufstandes von 1784 fanden auf dem Gebiet der Gemeinde Kampfhandlungen statt; am 12. November 1784 wurde hier ein Waffenstillstand zwischen dem Bauernführer Cloșca und dem österreichischen Oberst Schulz geschlossen. Am 28. Oktober 1848 schlug hier ein rumänisches Bauernheer ungarische Revolutionstruppen aus Aiud.
1959 erhielt die Gemeinde elektrischen Strom. Die Heizung der Haushalte wird durch Einsatz von Holz sichergestellt, wobei für einen privaten Haushalt ein Bedarf von ca. 20 Tonnen Holz im Jahr besteht. Auf dem Gebiet der Gemeinde besteht Mangel an sauberem Trinkwasser, da dieses meistens aus Quellen von der Oberfläche entnommen wird. Für die Versorgung des Ortes mit Trinkwasser wurde 1980/81 eine Trinkwasseranlage errichtet.
1971 kam es im eingemeindeten Ort Craiva nach heftigen Regenfällen zu Erdrutschen, so dass dieses Dorf weitgehend verlassen und vier Kilometer talabwärts wieder aufgebaut wurde.

## Bevölkerung
Die Bevölkerung der Gemeinde entwickelte sich wie folgt:
| 1850 | 1.891 | 1.800 | 12  | 6 | 73            |
| 1900 | 2.729 | 2.597 | 129 | 2 | 1             |
| 1930 | 3.151 | 3.011 | 42  | 8 | 90            |
| 1966 | 2.571 | 2.564 | 7   | - | -             |
| 2002 | 2.097 | 2.068 | 8   | 1 | 20            |
| 2021 | 1.879 | 1.757 | 2   | - | 120 (14 Roma) |

Die höchste Einwohnerzahl (1675) des Ortes Cricău im engeren Sinne wurde 1956 ermittelt; 2002 lebten hier noch 1290 Personen.

## Sehenswürdigkeiten
- Die Reformierte Kirche, eine dreischiffige gotische Kirche, ist eine der ältesten Kirchen der Siebenbürger Sachsen und wurde später von der ungarischen Bevölkerung übernommen. Der Kirchturm wurde 1507 von den Ungarn errichtet. Bei Ausgrabungen von 1964 bis 1966 wurde um die Kirche eine 1,10–1,25 Meter dicke Wehrmauer ovaler Form mit einer Länge von 64 Meter, einer Breite von 55 Meter und vier Wachtürmen gefunden. Der viereckige, 6,90 Meter breite Eingangsturm war auf der östlichen Seite der Burg.[4] Nach 1900 wurden die Seitenschiffe abgetragen.[5] Die Kirche samt Burgresten steht unter Denkmalschutz.[7]

- Rumänisch-Orthodoxe Kirche, 1839 erbaut, steht unter Denkmalschutz[7]
- Griechisch-Katholische Kirche, 1910 erbaut
- Ein Wegkreuz im Zentrum von Cricău, eingeweiht am 14. September 2002
- Denkmal der Helden des Ersten und Zweiten Weltkriegs
- Denkmal für den Waffenstillstand von 1784
- Berg Piatra Craivii (1078 m)